# Americorophium spinicorne
Americorophium spinicorne is een vlokreeftensoort uit de familie van de Corophiidae. De wetenschappelijke naam van de soort is voor het eerst geldig gepubliceerd in 1857 door Stimpson.